# El Amor (album van Julio Iglesias)
El Amor is een studioalbum van de Spaanse zanger Julio Iglesias uitgebracht in 1975 onder het muzieklabel Alhambra. Het album werd diamant in Argentinië.

## Nummers
| Nr. | Titel                          | Duur |
| --- | ------------------------------ | ---- |
| 1.  | Abrázame                       | 3:29 |
| 2.  | A Veces Tú, A Veces Yo         | 2:54 |
| 3.  | Tema de Amor (Love's Theme)    | 3:09 |
| 4.  | Quién                          | 3:40 |
| 5.  | Cuidado Amor                   | 3:58 |
| 6.  | Quiero                         | 2:48 |
| 7.  | El Amor                        | 2:49 |
| 8.  | Mi Dulce Señor (My Sweet Lord) | 3:36 |
| 9.  | Déjala                         | 2:45 |
| 10. | Candilejas                     | 4:10 |